# Ритуальные убийства в Ярославле
Ритуальное убийство четырёх подростков восемью их сверстниками — преступление (ритуальное убийство), совершённое в 2008 году в Ярославле.

## Предыстория
В 2006 году шестеро ярославских и рыбинских подростков — Николай «Граф» Оголобяк, Алексей «Мёртвый» Чистяков, Константин «Клык» Баранов, Александр «Гитлер» Воронов, Сергей «Дистрис» Карпенко, Ксения «Кара» Ковалёва  — образовали неформальное молодёжное объединение оккультной направленности, причислявшее себя к сатанизму (сначала ошибочно указывалось, что к субкультуре готов).
В 2007 году к ним присоединился Антон «Доктор Гот» Маковкин.
Всем было по 17—19 лет, четверо из Ярославля, четверо — из Рыбинска, все учащиеся высших и средних учебных заведений, из вполне благополучных семей.
О членах группы известно следующее. Антон Маковкин был прозван «Доктор Гот» за принадлежность в прошлом к готам и за то, что делал всем участникам группы пирсинг, которым и сам был изрядно украшен; имел диагноз «вялотекущая шизофрения»; учился в Рыбинском полиграфическом колледже; подрабатывал вязкой веников и сбором мха.
Александр Воронов воспитывался без отца; легко поддавался чужому влиянию; в школе даже на тройку учился с трудом; в училище стал принимать наркотики.
Николай Оголобяк в 2006 году пел в хоре ярославского Петропавловского собора.
Подруга Константина Баранова, Ксения «Кара» Ковалёва, отучилась на первом курсе в Ярославском техническом университете: «промежуточную сессию сдала на „плохо“, на итоговую не вышла: взяла академический отпуск по болезни»; писала стихи на тему самоубийства, делала мистические рисунки.
Группа, по словам её участников, убивала в ритуальных целях кошек и собак, ломала на захоронениях памятники, переворачивала кресты. Однажды молодые люди разрыли свежую могилу девушки на Южном кладбище Рыбинска, совершили с трупом половой акт, вырезали сердце и почки покойной и съели, а затем отсекли руки и ноги и выбросили расчленённое тело в ближайшей лесополосе.
Когда останки нашли, их смогли идентифицировать не сразу.
В июне 2008 года группа совершила 4 погрома на Леонтьевском кладбище Ярославля; по словам представителя его администрации, всего было повалено около ста памятников, множество деревянных крестов выдернуто и воткнуто «наоборот».

## Убийства
Вечером 28 июня 2008 года члены группы собрались на квартире Николая Оголобяка в посёлке Текстилей Красноперекопского района. После распития алкогольных напитков зашла речь о том, чтобы посвятить в сатанисты Ксению Ковалёву. Для этого требовалось жертвоприношение животного, но Николаю Оголобяку позвонили 15-летняя Ольга Пухова и 16-летняя Анна Горохова. Обе девушки учились на страховых агентов в ярославском профессиональном училище № 31, были знакомы с хозяином квартиры и сообщили, что хотят зайти к нему в гости. По предложению Константина Баранова, их в качестве животного и решили принести в жертву.
Девушек опоили и около полуночи отвели в подлесок на пустыре за 5-м Торфяным переулком, недалёко от Донского кладбища и Петропавловского парка. Здесь собравшиеся разожгли костёр, выпили вина, а затем по обусловленному сигналу набросились на девушек и закололи их при помощи двух кинжалов. В западной прессе сообщалось, что каждой было нанесено по 666 ударов. Затем преступники прочли над мёртвыми телами молитву Сатане, найденную в Интернете, и расчленили их. Ксению Ковалёву умыли кровью жертв, что и считалось посвящением в культ. С убитых сняли скальпы, у одной девушки вырезали сердце, у другой — отсекли левую грудь, зажарили эти части тел на костре и частично съели. Одежду и обувь жертв сожгли, а останки закопали в трёх неглубоких ямах. Затем убийцы отправились обратно на квартиру к Николаю Оголобяку, где пробыли весь следующий день.
Вечером 29 июня 2008 года сюда приехал ещё один сочувствующий сатанизму — рыбинец Алексей «Дарк» Соловьёв. Собравшиеся решили также посвятить его в «клан». Как раз в это время в гости к Николаю Оголобяку пришла ещё одна пара — шестнадцатилетние Андрей Сорокин и Варвара Кузьмина. Первый учился в кулинарном техникуме, вторая заканчивала школу-лицей. Сорокин был знаком с собравшимися и симпатизировал их идеям. По версии следствия, он привёл Кузьмину в квартиру, чтобы показать, что в его знакомых нет ничего страшного. Варвара успела около полуночи позвонить своей подруге и сказать, что собравшиеся ей не нравятся. Далее схема убийства повторилась: обоих молодых людей привели в подлесок, убили кинжалами, умыли Алексея Соловьёва кровью, а трупы расчленили. По данным прессы, с тела Сорокина срезали также лоскут кожи на переплёт для некой «сатанинской книги». Затем останки закопали в те же ямы, где уже находились расчленённые трупы двух девушек. Также убийцы забрали у всех четырёх жертв мобильные телефоны, MP3-плееры и наличные деньги.

## Расследование
Первоначально активных поисков не предпринималось, поскольку главенствовала версия, что все четверо убыли на опен-эйр-фестиваль «Нашествие» в Тверской области.
21 июля 2008 года было возбуждено уголовное дело по факту пропажи подростков и их официально объявили в розыск; расследование было взято под личный контроль губернатора области Сергея Вахрукова.
Вскоре работники угрозыска УВД по Ярославской области вышли на Алексея Чистякова, который «раскололся» и указал на место захоронения тел.
12 августа 2008 года около 3 часов ночи останки детей были обнаружены. Недалеко от места захоронения были найдены «неправильный» металлический и перевёрнутый деревянный кресты, к последнему была привязана кошка, убитая ещё в апреле.
13 августа 2008 года уже арестовавшая Чистякова милиция, благодаря распечаткам телефонных разговоров с убитыми, задержала Оголобяка, Баранова, Ковалёву и Маковкина; 14 августа 2008 года были задержаны Воронов, Соловьёв и Карпенко.
Арестанты были помещены в СИЗО, а Сергей Карпенко, как только наблюдавший за убийством, оставлен под подпиской о невыезде.
Вскоре все задержанные дали признательные показания. Сначала члены банды не отрицали совершение ими убийств, однако затем некоторые отказались от показаний, другие настаивали на невменяемости.
Никто из них публично не раскаялся и прощения не просил.
По мнению члена Совета по вопросам религиозных объединений при мэрии Ярославля, председателя ярославского антисектантского центра Евгения Мухтарова характер убийства противоречит сатанинским канонам, ритуал сделан крайне неграмотно людьми, мало разбирающимися в сатанизме. Поэтому эксперт выдвинул версию, что, возможно, подростки лишь имитировали ритуальный характер преступления, чтобы пустить следствие по ложному пути.
3 сентября 2008 года родственники убийц и жертв приняли участие в обсуждении проблемы подростковой жестокости на телешоу «Пусть говорят» на Первом канале. 29 сентября 2008 года на месте трагедии состоялась съёмка эпизода телешоу «Битва экстрасенсов» на ТНТ, приняли участие матери погибших девушек.

## Суд
Уголовное дело составило 35 томов по 250 страниц.
Процесс над убийцами начался 24 февраля 2010 года в Ярославском областном суде и проходил в закрытом режиме.
Обвинения были предъявлены по пунктам «а» и «ж» ч. 2 ст. 105 УК РФ (убийство двух и более лиц, совершённое группой лиц по предварительному сговору), а также по ст. 158 (кража) и ст. 244 (надругательство над телами умерших).
21 мая 2010 года повесился по неустановленным причинам адвокат Сергея Карпенко 31-летний Сергей Вантеев, подсудимому был назначен новый защитник, и слушания перенесли.
26 июля 2010 года Ярославский областной суд вынес преступникам приговор:
Николаю Оголобяку как организатору преступления и единственному на его момент совершеннолетнему дали 20 лет колонии строгого режима, из них первые 5 лет в тюрьме;
Константину Баранову и Александру Воронову — по 10 лет колонии общего режима; Алексею Соловьёву и Алексею Чистякову — по 9 лет колонии общего режима;
Ксении Ковалёвой — 8 лет исправительной колонии; Сергею Карпенко — 2 года в колонии-поселении;
Антону Маковкину поставлен диагноз «шизофрения» и назначено принудительное психиатрическое лечение.
Пятеро осуждённых не согласились с решением областного суда и подали апелляции в вышестоящие инстанции. 30 ноября 2010 года Верховный суд вынес решение, в основном оставив приговор в силе, однако Ковалёвой срок наказания был уменьшен до 6 лет, а позднее, в марте 2011 года, Ксения Ковалёва и вовсе была освобождена по причине смертельного онкологического заболевания (девушка содержалась в СИЗО, где выяснилось, что она смертельно больна; её болезнь находится в списке заболеваний, по которым суд имеет право вынести решение о досрочном освобождении осуждённого).

## После суда
21 ноября 2023 года президент России Владимир Путин помиловал Николая Оголобяка, который, как и множество других российских заключенных, принял участие во вторжении России в Украину. Оголобяк воевал в рядах Шторм-Z и, получив тяжёлое ранение в ходе боевых действий, остался инвалидом. Вернулся в Ярославль 2 ноября 2023 года, и продолжал проживать с матерью в Дзержинском районе.
В августе 2024 года осуждён на 10 лет строгого режима за торговлю наркотиками.

## В массовой культуре
- «Доказательства Вины» — «Клан Сатаны» (2010)[источник не указан 175 дней]
- «Особо Опасен!» — «Чёрная магия» (2010)[источник не указан 175 дней]
- «Громкое Дело» — «Сатана велел» (2010)[источник не указан 175 дней]
- «Первая кровь» — «Слуги дьявола» (2010)[источник не указан 175 дней]
- «Следственный Комитет» — «Слуги дьявола» (2013)[источник не указан 175 дней]